# Morbid Angel
Morbid Angel (IPA ['mo:rbɪd 'eɪndʒəl]) – amerykańska grupa muzyczna wykonująca death metal. Grupa należy do najpopularniejszych w gatunku, łączny nakład sprzedanych płyt grupy przekracza 1 000 000 sztuk czyniąc ją najlepiej sprzedającą się grupą w historii death metalu, przynajmniej do 2015, kiedy pokonały ją grupy Death i Cannibal Corpse przekraczając 2 000 000 sprzedanych sztuk. Do 2011 roku zespół wydał osiem albumów studyjnych pozytywnie ocenianych zarówno przez fanów, jak i krytyków muzycznych. Zespół w swej twórczości nawiązuje do szeroko rozumianego okultyzmu i mitologii Bliskiego Wschodu, korzysta również z motywów biblijnych oraz satanistycznych. W opublikowanym w 2007 roku wydaniu magazynu Decibel Magazine gitarzysta i lider Morbid Angel Trey Azagthoth znalazł się na 1. miejscu listy Top 20 Death Metal Guitarists (ang. „20 najlepszych gitarzystów deathmetalowych”).

## Historia

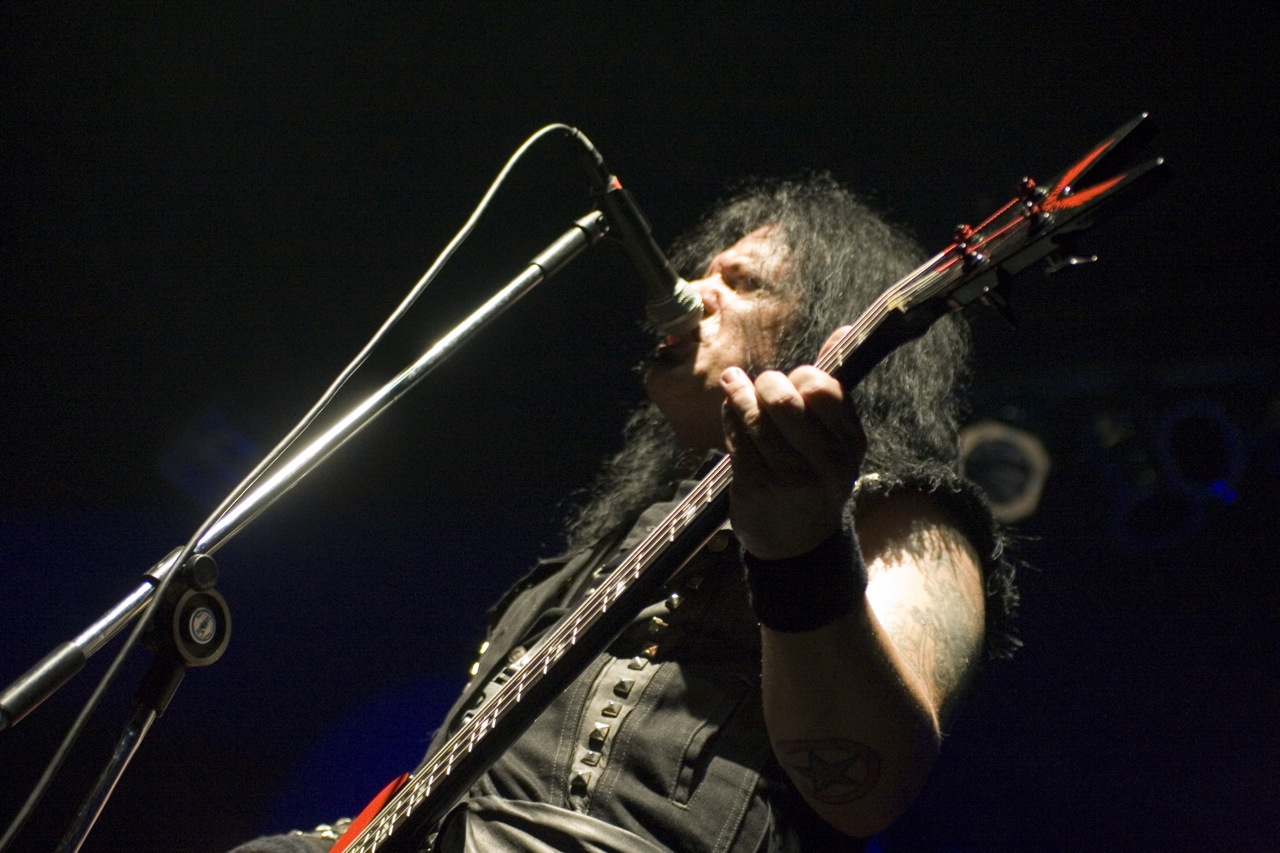
David Vincent podczas koncertu 8 marca 2009 roku

Zespół powstał 1983 roku w Tampie w stanie Floryda pod nazwą Heretic. Działalność grupy zainicjował gitarzysta Trey Azagthoth, który do współpracy zaprosił perkusistę Mike’a Browninga oraz basistę Dallasa Warda, który początkowo był również wokalistą grupy. Wkrótce potem na podstawie pomysłu Azagthotha muzycy przyjęli nazwę Morbid Angel. Ówczesny repertuar zespołu stanowiły kompozycje takich zespołów jak: Slayer, Mercyful Fate oraz Angel Witch. W 1985 roku skład uzupełnił wokalista Kenny Bamber, który zastąpił w roli wokalisty Warda. Z Bamberem w składzie zespół zarejestrował swój pierwszy album demonstracyjny zatytułowany The Begining. Rok później do zespołu na krótko dołączył Michael Manson, który zastąpił Bambera. Wkrótce potem z zespołu odszedł Dallas Ward i Manson, do zespołu dołączyli natomiast gitarzysta Richard Brunelle i basista John Ortega, jako wokalista występował natomiast perkusista grupy Browning.

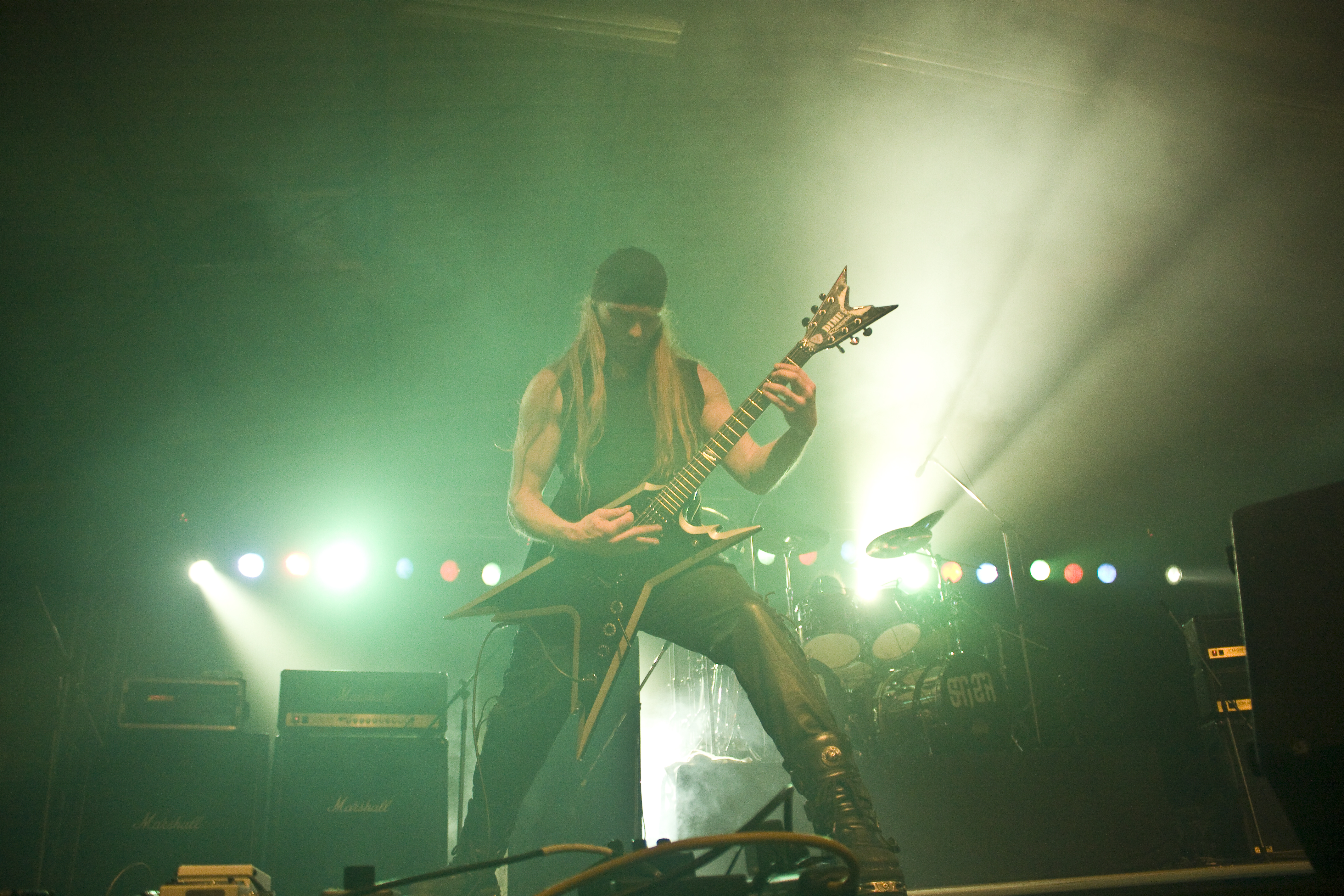
Thor Anders „Destructhor” Myhren podczas koncertu 21 czerwca 2009 roku

W nowym składzie zespół zarejestrował demo pt. Bleed for the Devil, które ukazało się 26 maja tego samego roku oraz koncertowe demo Unholy Blasphemies zarejestrowane w klubie Rock City w mieście Tampa. Również w 1986 roku ukazało się czwarte demo grupy Scream Forth Blasphemies, następnie z zespołu odszedł basista John Ortega, którego zastąpił Sterrring von Scarborough. Z nowym basistą w składzie zespół przystąpił do nagrań pierwszego albumu zatytułowanego Abominations of Desolation nagrany bez Brunellea w składzie, zespół jednak nie zadowolony z efektów prac nie wydał płyty, uznawanej przez grupę jako demo. W 1987 roku ukazało szóste wydawnictwo zespołu pt. Thy Kingdom Come oraz rok później singel o tym samym tytule wydany nakładem wytwórni muzycznej Splattermaniac Records. W 1989 roku Morrisound Studios w Tampie zespół nagrał swój debiutancki album Altars of Madness wydany nakładem angielskiej wytwórni muzycznej Earache Records. Wydawnictwo było promowane m.in. podczas europejskiej trasy Grindcrusher wraz z Bolt Thrower, Napalm Death i Carcass. Rok 1991 przyniósł wydanie przez Morbid Angel dwóch pozycji. Płyta Abominations of Desolation była de facto wznowieniem utworów nagranych w roku 1986. Blessed Are the Sick prezentowała świeże dokonania zespołu, oparte na bardziej zróżnicowanej i melodyjnej muzyce niż ta zawarta na debiucie. Zespół wydał także limitowaną wersję Blessed…, zawierającą dodatkowy utwór – „Pandemonium” – stanowiącą do dziś dużą gratkę dla kolekcjonerów.

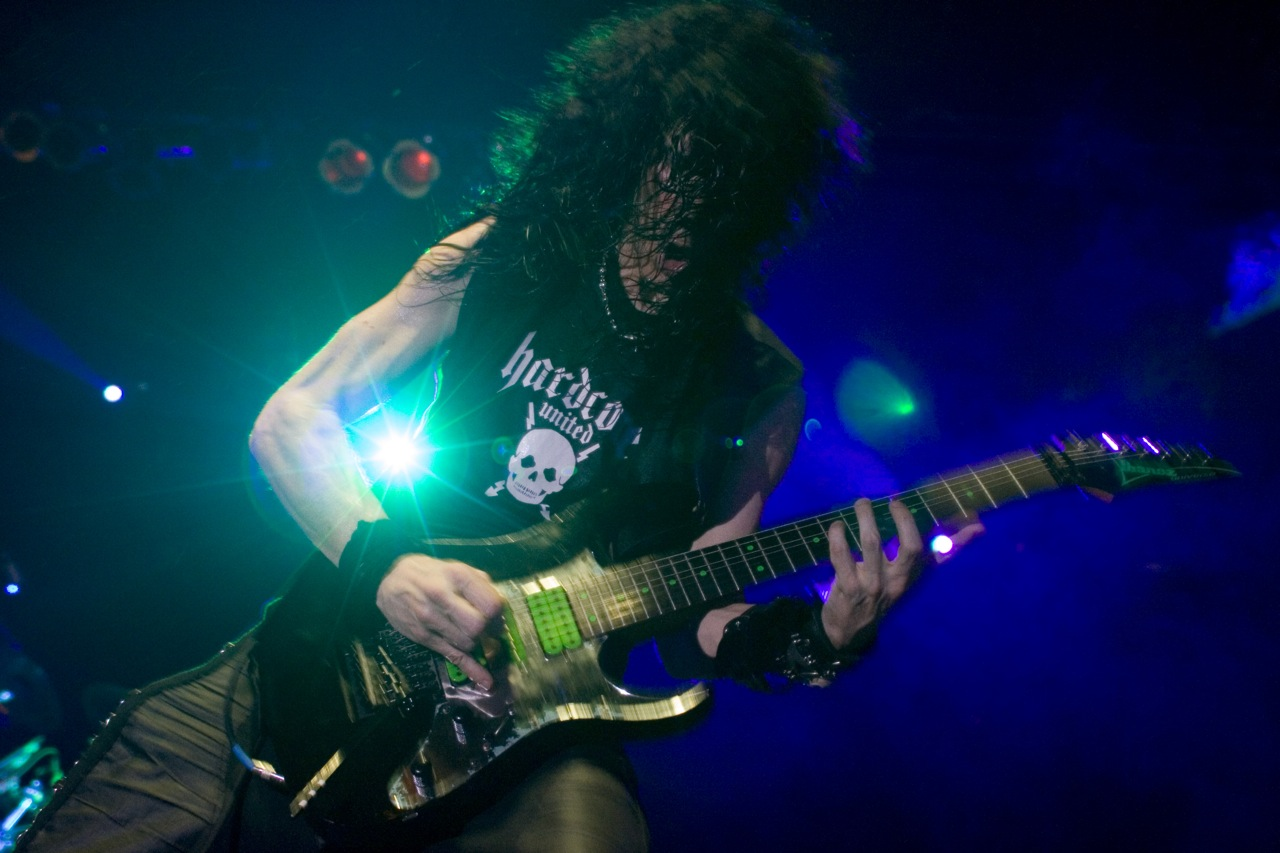
Trey Azagthoth podczas koncertu 8 marca 2009 roku

Następny longplay pt. Covenant powstały pod kierunkiem producenta muzycznego Fleminga Rassmusena (producent zespołu Metallica), zawierał nieco wolniejszą i cięższą, lecz o dużym spektrum dźwiękowym, muzykę. Wydawnictwo ukazało się 22 czerwca 1993 roku nakładem wytwórni muzycznej Earache Records, natomiast w Australii płyta ukazała się nakładem Modern Invasion Music. W 2006 roku wytwórnia Painkiller Records wydała album na płycie winylowej w limitowanej do 1000 egzemplarzy edycji. Covenant został nagrany Morrisound Studios w Tampie w stanie Floryda wyprodukowany oraz zmiksowany przez Fleminga Rassmusena w Sweet Silence Studios w Kopenhadze. Okładkę przygotował Martin Nesbitt, zdjęcia zespołu wykonał Luton Sinfield. W ramach promocji do utworów „God of Emptiness” oraz „Rapture” zostały zrealizowane teledyski. Wydawnictwo to ostatecznie utwierdziło pozycję Morbid Angel na deathmetalowej scenie jako jednego z dominujących zespołów. Płyta zawierała, wcześniej wspomniany, utwór „God of Emptiness”, który stanowił swoisty eksperyment – był dużo bardziej stonowany od pozostałych utworów. Został skomponowany przez Treya Azagtotha oraz grupę Laibach. Nota bene ukazał się on niebawem na mini albumie Laibach – Laibach Remixes.
W 1995 roku zespół wydał płytę Domination. Cechowało ją nadal mocne, deathmetalowe i jednocześnie czyste i wyraźne brzmienie – wszystko dzięki bardzo starannej produkcji. Album ten, choć okazał się dużym sukcesem, doprowadził w efekcie do różnicy zdań co do celów muzycznych wśród muzyków Morbid Angel. Z grupą rozstał się, jak zapowiadał – definitywnie, wokalista David Vincent. Początkowo, podczas trasy promującej album zastąpił go James Stackwell, ostatecznie zaś Steve Tucker z grupy Ceremony. Z grupą rozstał się również obecny już podczas tras koncertowych albumu Covenant, gitarzysta Eric Rutan, który skupił się na działalności swojego zespołu Hate Eternal. Morbid Angel w składzie: Azagtoth, Sandoval, Tucker, nagrał w 1997 roku album Formulas Fatal to the Flesh wydany 27 lutego 1998 roku nakładem Earache Records na płycie CD oraz w limitowanej do 1500 egzemplarzy edycji na płycie winylowej. Tytuł albumu nawiązuje do biblijnej symboliki litery „F” będącej szóstą w alfabecie, powtórzoną trzykrotnie w tytule oznacza Liczbę Bestii 666.

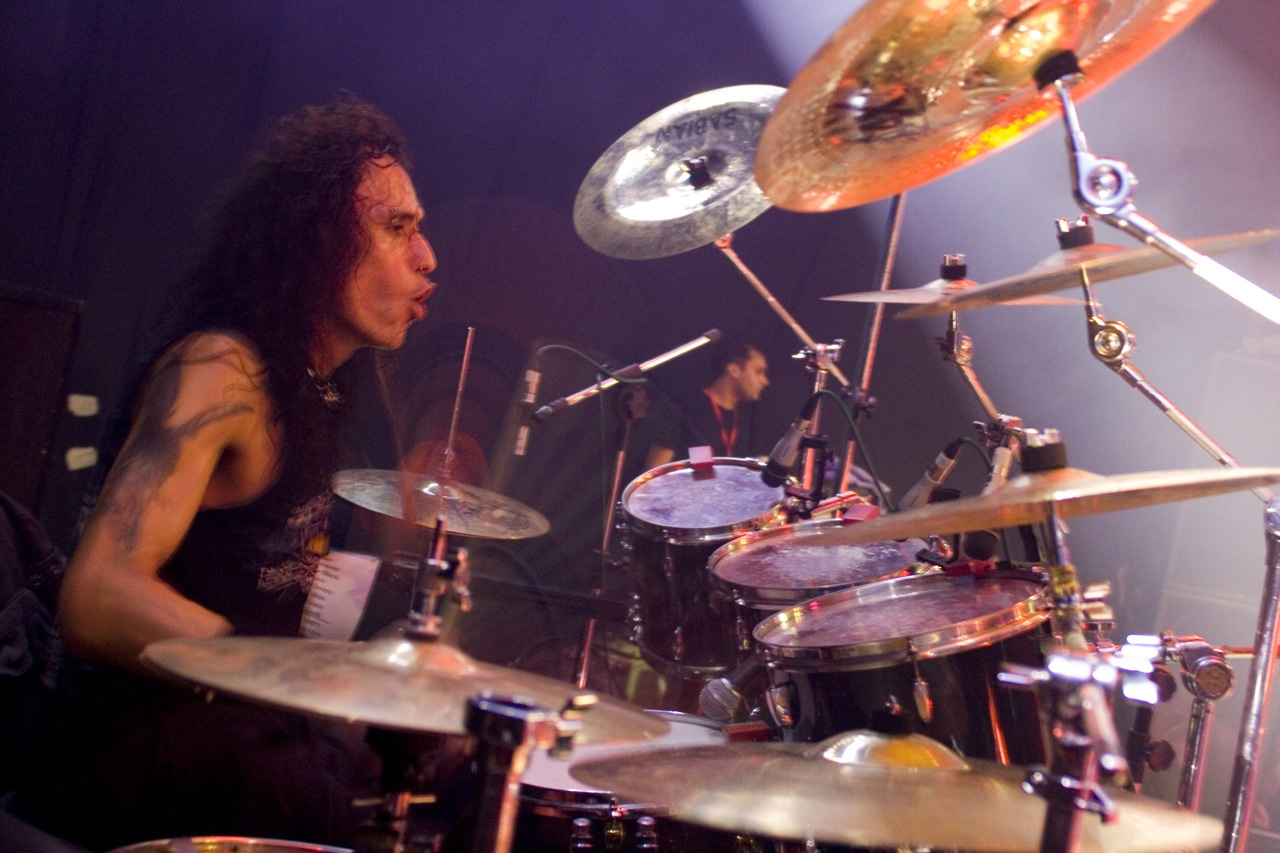
Pete Sandoval podczas koncertu 8 marca 2009 roku

W 2000 ukazał się kolejny album grupy zatytułowany Gateways to Annihilation. W nagraniach sesyjnie uczestniczył Erik Rutan. Wydawnictwo było promowane m.in. podczas licznych koncertów w Europie wraz z takimi grupami jak Enslaved, The Crown i Dying Fetus. Tego samego roku został wydany tribiute album Scream Forth Blasphemy zawierający interpretacje utworów Morbid Angel. W 2001 roku z zespołu odszedł Steve Tucker, którego zastąpił Jared Anderson znany z występów w formacji Hate Eternal. Przyczyną odejścia Tuckera była próba wznowienia działalności zespołu Ceremony m.in. wraz z udziałem perkusisty Tryma Torsona, byłego członka tria Emperor. Ostatecznie jednak projekt został zarzucony. W odnowionym składzie grupa Morbid Angel koncertowała w Stanach Zjednoczonych poprzedzając kwartet Pantera. W 2002 roku ukazał się kolejny tribute album pt. Tyrants From the Abyss.
W 2003 do zespołu powrócił Tucker wraz z którym w składzie zespół zarejestrował kolejny album. Płyta zatytułowana Heretic ukazała się 23 września. Wkrótce potem zespół rozpoczął trasę koncertową w USA wraz z zespołem Philipa Anselmo – Superjoint Ritual. Na początku 2004 roku Morbid Angel udał się do Europy, gdzie zespół koncertował wraz z brazylijskim triem Krisiun. Po powrocie do USA grupa kontynuowała trasę wraz z Satyricon i Suffocation. W międzyczasie został opublikowany teledysk do utworu „Enshrined By Grace”, który wyreżyserował Pete Bridgewater. W sierpniu 2004 roku w trakcie pobytu w Ameryce Południowej w ramach trasy Morbid Angel Tucker doznał ataku lękowego, a także infekcji wymagającej hospitalizacji. W konsekwencji muzyk opuścił zespół, zastąpił go były wieloletni basista i wokalista David Vincent. W 2009 roku muzycy podpisali kontrakt z wytwórnią muzyczną Season of Mist. W 2010 roku perkusista zespołu Pete Sandoval przeszedł laserową operację kręgosłupa. Przechodzącego rehabilitację muzyka podczas prac nad ósmym albumem zastąpił Tim Yeung, znany z występów w Divine Heresy oraz Hate Eternal. 7 czerwca 2011 roku ukazał się ósmy album Morbid Angel zatytułowany Illud Divinum Insanus. W grudniu 2013, David Vincent stwierdził, że Sandoval nie jest już członkiem Morbid Angel. Za powód rozstania podał nawrócenie się perkusisty na chrześcijaństwo.

## Muzycy
Obecny skład zespołu

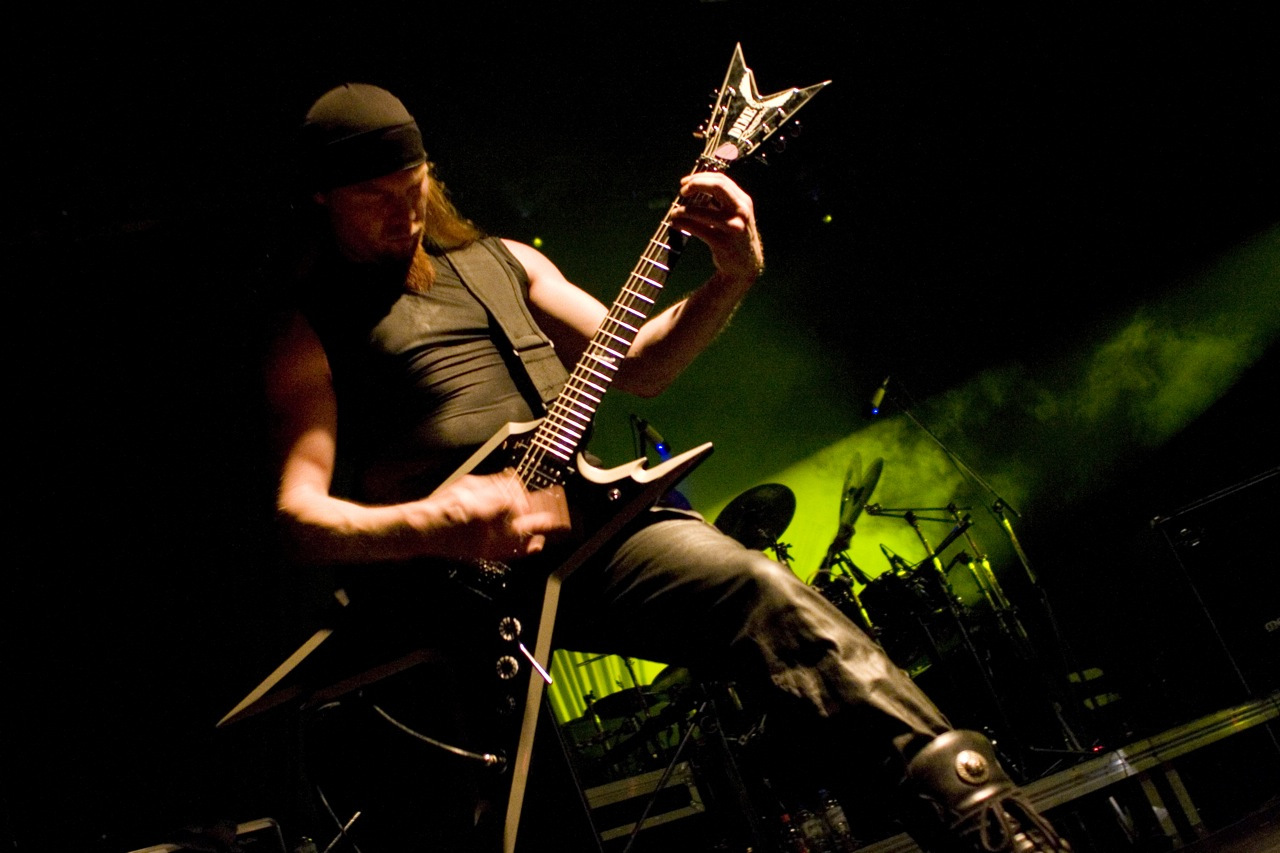
Thor Anders „Destructhor” Myhren podczas koncertu 8 marca 2009 roku

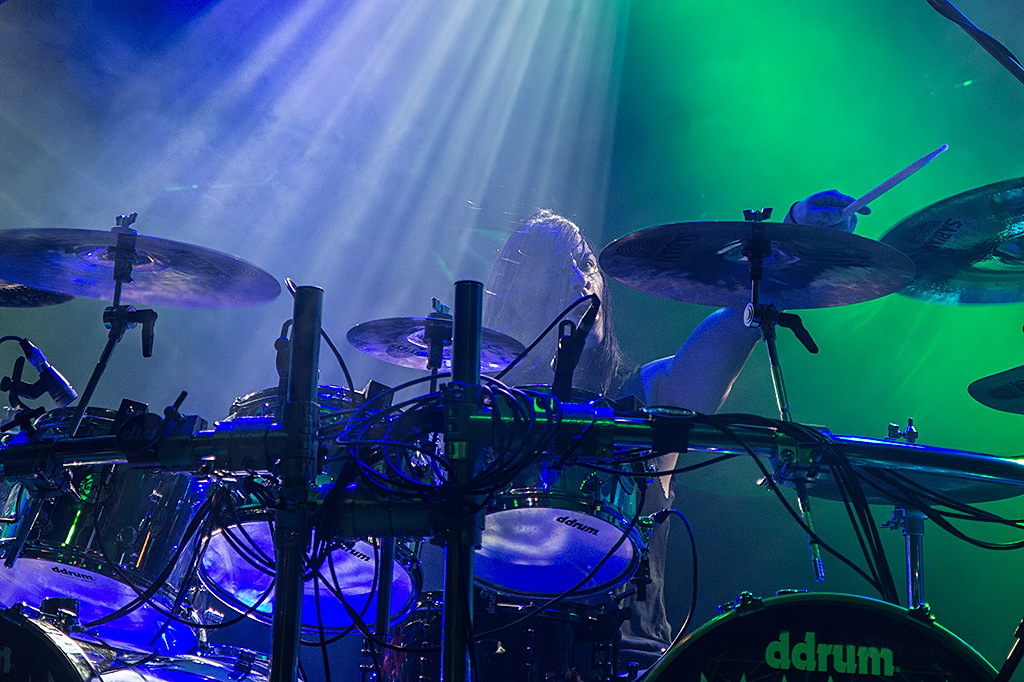
Tim Yeung podczas koncertu 11 listopada 2012 roku

- Trey Azagthoth – gitara, instrumenty klawiszowe, syntezator gitarowy, wokal wspierający (od 1983)
- Steve Tucker – wokal prowadzący, gitara basowa (1997–2001, 2003–2004, od 2015)
- Scott Fuller – perkusja (od 2017)
- Dan Vadim Von – gitara (od 2017)

Byli członkowie zespołu
- Thor „Destructhor” Myhren – gitara (2008–2015)[13]
- Tim Yeung – perkusja (2010–2015)[14]
- David Vincent – wokal prowadzący, gitara basowa (1986–1996, 2004–2015)[15]
- Pete Sandoval – perkusja, instrumenty klawiszowe (1988–2013)
- Erik Rutan – gitara, instrumenty klawiszowe (1993–1996, 1999–2002, 2006)
- Tony Norman – gitara (2003–2006)
- Richard Brunelle (zmarły) – gitara, instrumenty klawiszowe (1985–1992, 1994, 1998)
- Wayne Hartsell – perkusja (1986–1988)
- Mike Browning – perkusja, wokal prowadzący (1983–1986)
- Dallas Ward – wokal prowadzący, gitara basowa (1983–1985)
- John Ortega – wokal prowadzący, gitara basowa (1985–1986)
- Sterrring von Scarborough (zmarły) – wokal prowadzący, gitara basowa (1986)
- Jared Anderson (zmarły) – wokal prowadzący, gitara basowa (2001–2002)
- Michael Manson – wokal prowadzący (1986)
- Kenny Bamber – wokal prowadzący (1985)

## Dyskografia
Albumy studyjne
| Altars of Madness           | - Data: 12 maja 1989 - Wydawca: Earache Records         | –   | –  | –  | –   | –  | –  | –  | –  | –  | –   |
| Blessed Are the Sick        | - Data: 5 czerwca 1991 - Wydawca: Earache Records       | –   | –  | –  | –   | –  | –  | –  | –  | –  | –   |
| Abominations of Desolation  | - Data: 2 września 1991 - Wytwórnia: Earache Records    | –   | –  | –  | –   | 77 | –  | –  | –  | –  | –   |
| Covenant                    | - Data: 22 czerwca 1993 - Wydawca: Earache Records      | –   | 24 | –  | –   | –  | –  | –  | –  | –  | –   |
| Domination                  | - Data: 9 maja 1995 - Wydawca: Earache Records          | –   | 6  | –  | –   | 93 | –  | –  | –  | –  | –   |
| Formulas Fatal to the Flesh | - Data: 24 lutego 1998 - Wydawca: Earache Records       | –   | 22 | –  | –   | 93 | –  | –  | –  | –  | –   |
| Gateways to Annihilation    | - Data: 17 października 2000 - Wydawca: Earache Records | –   | –  | –  | –   | –  | –  | –  | –  | –  | –   |
| Heretic                     | - Data: 23 września 2003 - Wydawca: Earache Records     | –   | 27 | 28 | 146 | –  | –  | –  | –  | –  | –   |
| Illud Divinum Insanus       | - Data: 7 czerwca 2011 - Wydawca: Season of Mist        | 141 | 3  | 24 | –   | –  | 18 | 41 | 97 | 61 | 120 |
| Kingdoms Disdained          | - Data: 1 grudnia 2017 - Wydawca: Silver Lining Music   | –   | –  | –  | –   | –  | 31 | –  | 73 | –  | –   |
| „–” album nie był notowany. |                                                         |     |    |    |     |    |    |    |    |    |     |

Inne
| Tytuł                                 | Dane dot. albumu                                   |
| ------------------------------------- | -------------------------------------------------- |
| Bleed for the Devil (demo)            | - Data: 25 maja 1986 - Wytwórnia: wydanie własne   |
| Scream Forth Blasphemies (EP)         | - Data: 1986 - Wytwórnia: wydanie własne           |
| Thy Kingdom Come (demo)               | - Data: 1987 - Wytwórnia: wydanie własne           |
| Laibach Remixes (EP)                  | - Data: 23 maja 1994 - Wytwórnia: Earache Records  |
| Entangled in Chaos (album koncertowy) | - Data: 11 maja 1996 - Wytwórnia: Earache Records  |
| Love of Lava (kompilacja)             | - Data: 16 lipca 1999 - Wytwórnia: Earache Records |
| Illud Divinum Insanus – The Remixes   | - Data: 24 lutego 2012 - Wytwórnia: Season of Mist |

Tribute albumy
| Tytuł                                              | Dane dot. albumu                          |
| -------------------------------------------------- | ----------------------------------------- |
| Scream Forth Blasphemy – A Tribute to Morbid Angel | - Data: 2000 - Wydawca: Dwell Records     |
| Tyrants From the Abyss – A Tribute to Morbid Angel | - Data: 10 czerwca 2002 - Wydawca: Empire |

## Teledyski
| Tytuł                  | Rok  | Reżyseria        | Album                 | Źródło |
| ---------------------- | ---- | ---------------- | --------------------- | ------ |
| „Immortal Rites”       | 1989 | –                | Altars of Madness     | [ 28 ] |
| „Blessed Are the Sick” | 1991 | –                | Blessed Are the Sick  | [ 28 ] |
| „God of Emptiness”     | 1993 | Tony Kunewalder  | Covenant              | [ 28 ] |
| „Rapture”              | 1993 | Tony Kunewalder  | Covenant              | [ 28 ] |
| „Where the Slime Live” | 1995 | Peter Karroll    | Domination            | [ 28 ] |
| „Enshrined By Grace”   | 2003 | Pete Bridgewater | Heretic               | [ 28 ] |
| „Existo Vulgoré”       | 2012 | Thomas Mignone   | Illud Divinum Insanus | [ 29 ] |
| „Garden Of Disdain”    | 2019 | Nader Sadek      | Kingdoms Disdained    | [ 30 ] |